# Зграда железничке станице и споменик ослобођења
Зграда железничке станице и споменик ослобођења су грађевине које су саграђене током Другог светског рата. С обзиром да представљају значајну историјску грађевину, проглашени су непокретним културним добром Републике Србије. Налазе се у Сремској Митровици, под заштитом су Завода за заштиту споменика културе Сремска Митровица.

## Историја
После ослобођења Београда 20. октобра 1944. јединице Дванаестог војвођанског корпуса НОВЈ-а су ослободиле већи део источног Срема да би се после ослобођења Руме 27. октобра отпочеле борбу за ослобођење Сремске Митровице. На терену западног Срема се налазило тада око 30.000 непријатељских војника који су бранили прилазе граду. После кратких политичких и војних припрема, по ослобођењу Руме, Штаб дванаестог војвођанског корпуса је наредио 11. крајишкој и 16. војвођанској дивизији да одмах по примању наређења приђу ликвидацији непријатељских снага у Сремској Митровици. Напад на град је отпочео 27. октобра али су сви напори бораца 11. крајишке дивизије били заустављени на прилазима Сремској Митровици. После тродневних борби борце 11. крајишке дивизије су заменили борци 16. војвођанске дивизије. Општи напад војвођанских јединица на град је отпочео 30. октобра, вођене су углавном спорадичне борбе и 1. новембра је ослобођена Сремска Митровица. Истог дана је ослобођен и Лаћарак па се фронт стабилизовао на Генераловом каналу западно од Лаћарка. Током борби за ослобођење града јединице Дванаестог војвођанског корпуса су имале 1200 људи избачених из строја, док су непријатељски губици износили 1460 војника. Током борби за ослобођење града минирана је и разрушена стара железничка станица. Одмах по ослобођењу града започета је обнова порушених објеката и саобраћајница, као и железничке пруге Београд–Загреб којом је довожено све што је било потребно јединицама на фронту па је упоредо са помицањем фронта према западу и пруга одмах оспособљена за саобраћај. Још док су трајале завршне борбе за ослобођење донета је одлука да се изгради нова зграда железничке станице у Сремској Митровици, од маја до септембра 1945. године су трајали радови на изградњи зграде нове станице у Сремској Митровици. Зграда је подигнута по пројекту архитекте Тодића из Новог Сада, подизању нове зграде су допринели и становници Сремске Митровице и околних ближих места. На фасади зграде железничке станице је постављена плоча на којој пише да је то прва грађевина нове Југославије. У знак сећања на ослободиоце Сремске Митровице је подигнут на прву годишњицу споменик ослобођења Сремске Митровице који је постављен испред зграде железничке станице и на њему је уграђена бела мермерна плоча са златним словима. У централни регистар су уписани 27. децембра 1999. под бројем СК 1575, а у регистар Завода за заштиту споменика културе Сремска Митровица 6. децембра 1999. под бројем СК 138.